# 2021年孟加拉客船火灾
2021年孟加拉客船火灾指2021年12月24日发生在孟加拉国南部恰洛加蒂縣的一起渡輪起火事故。事故造成41人死亡和至少120人受傷。

## 背景
接近30%的孟加拉國人口以河流作主要通勤方式，尤其是窮人。渡輪事故在該國很常見，主因是過度擁擠的河上環境及鬆散的安全規則。

## 事故
2021年12月24日，孟加拉国首都达卡以南约200公里的恰洛加蒂縣凌晨一艘名叫MV Avijan-10號的三層渡輪在航行途中起火。該渡輪的載客上限是310人，但出事時卻載有500多名乘客。根據巴里薩爾市消防局和民防局副局長 Kamal Uddin Bhuiyan稱，大火是從引擎室開始，然後迅速蔓延到渡輪的其他地方。其中一名乘客表示，在起火前，渡輪的引擎似乎出現了問題充滿了煙霧。《每日星報》報導指，火災發生後50分鐘內，有15支消防隊趕到現場，最終在凌晨5時20分控制住了局面。濃霧阻礙了救援行動。
火灾已造成至少41人死亡，200人受伤。救援行动正在进行中，伤亡人数可能会进一步攀升。据火灾幸存者称，起火原因为客船餐厅一个液化气罐发生爆炸，同时客船同一层还装载有13桶柴油，导致火势加速蔓延。孟加拉国政府已经表示将会向遇难者提供17.5万孟加拉塔卡的补偿。